# Bromato
Lo ione bromato è un anione di formula BrO3− e numero CAS 15541-45-4, con il bromo in stato di ossidazione +5. Un bromato è un composto che contiene questo ione. Alcuni esempi di bromati sono il bromato di sodio, NaBrO3, e il bromato di potassio, KBrO3.

## Formazione
Lo ione bromato viene formato quando l'ozono e lo ione bromuro vengono a contatto secondo la seguente reazione:
Br− + O3 → BrO3–

### In natura
Questa reazione ha luogo in sistemi acquatici quando il bromuro viene dissolto in acqua e l'ozono è utilizzato per disinfettare l'acqua, specialmente ad alte pressioni. Questa reazione è indesiderabile, perché i bromati sono cancerogeni. La presenza dei bromati nell'acqua imbottigliata Dasani ha richiesto un richiamo di tutte le bottiglie in distribuzione in Inghilterra. Per ridurre la formazione dei bromati è necessario abbassare il pH dell'acqua per farlo rientrare tra l'intervallo 5,9 e 6,3, e moderare la dose di ozono.

### In laboratorio
In laboratorio i bromati possono essere prodotti dissolvendo il bromo in una soluzione dell'idrossido del metallo che si vuole formare, ad esempio, per il bromato di sodio è necessario del bromo e dell'idrossido di sodio:
Br2 + 2OH– → Br– + BrO– + H2O
3BrO– → BrO3– + 2Br–